# Acer fenzelianum
Acer fenzelianum — вид квіткових рослин із роду клен (Acer).

## Морфологічна характеристика
Це дерево 7–20 метрів заввишки. Кора сіра чи чорно-сіра. Гілочки тонкі, густо запушені; сочевиці коричневі, округлі. Листки опадні: листкові ніжки 2–3 см завдовжки, густо-жовтувато-запушені; листові пластинки неглибоко 3-лопатеві чи 3-зубчасті, рідше не лопатеві; частки трикутно-яйцеподібні, верхівка загострена. Суцвіття коротке, малоквіткове. Плоди зазвичай сіро чи жовто-запушені, рідше голі. Плоди пурпурувато-жовті; горішки опуклі, довгасті, 10–12 × 6–8 мм, стійко ворсинчасті, жилкуваті; крило з горішком 35–38 × ≈ 17 мм; крила тупо розправлені, запушені чи голі. Період плодоношення: вересень.

## Середовище проживання
Батьківщиною цього виду є південна частина провінції Юньнань, Китай і північ В'єтнаму. Росте в гірських лісах і долинах на висотах від 1100 до 1700 метрів.

## Використання
Немає інформації.